# Sao lùn đen
Sao lùn đen là một loại sao đặc giả thiết, mà cụ thể là sao lùn trắng đã nguội đến mức không còn phát ra đáng kể bức xạ nhiệt hoặc ánh sáng. Bởi vì thời gian cần thiết để một sao lùn trắng đạt tới trạng thái này được tính toán là lâu hơn cả tuổi của vũ trụ tính đến hiện tại (13,8 tỷ năm), do vậy không hề có bất cứ một sao lùn đen nào được cho là tồn tại trong Vũ trụ ở thời điểm hiện tại, thậm chí cả các sao lùn trắng già nhất vẫn còn bức xạ với nhiệt độ vài nghìn   K. Nhiệt độ của sao lùn trắng lạnh nhất là một trong những giới hạn quan sát về tuổi của vũ trụ.
Thuật ngữ "sao lùn đen" đã được sử dụng cho các vật thể dưới sao (substellar object) mà không có đủ khối lượng, xấp xỉ nhỏ hơn 0,08 khối lượng Mặt Trời, để duy nhiệt phản ứng tổng hợp hạt nhân hiđrô bên trong. Các vật thể này hiện nay được gọi chung là sao lùn nâu, một thuật ngữ được nêu ra từ thập niên 1970. Không nên nhầm lẫn sao lùn đen với lỗ đen, sao đen (black star, những vật thể có tính chất tương tự như lỗ đen nhưng được miêu tả bằng các lý thuyết khác thuyết tương đối rộng), hoặc sao neutron.

Một sao lùn đen

## Sự hình thành
Sao lùn trắng là thiên thể còn lại trong giai đoạn cuối của quá trình tiến hóa sao ở các sao dãy chính khối lượng trung bình (xẩp xỉ dưới 9 hay 10 khối lượng Mặt Trời (M☉)) sau khi nó đẩy hết ra hoặc không còn các nhiên liệu là các nguyên tố có thể tham gia phản ứng tổng hợp hạt nhân giúp tạo ra đủ nhiệt để duy trì phản ứng. Phần còn lại là một khối cầu đặc chứa vật chất thoái hóa electron mà lạnh chậm dần thông qua bức xạ nhiệt, mà cuối cùng trở thành sao lùn đen. Nếu sao lùn đen có tồn tại, chúng rất khó quan sát được, bởi vì, theo định nghĩa, các thiên thể này phát ra rất ít bức xạ. Mặc dù vậy, có thể xác định được sự tồn tại thông qua ảnh hưởng của trường hấp dẫn của chúng.
Nhiều sao lùn trắng có nhiệt độ giảm xuống đến 3900°K(quang phổ sao M0) đã được phát hiện bởi các nhà thiên văn sử dụng kính thiên văn 2,4m ở đài quan sát MDM năm 2012. Ước tính độ tuổi của chúng vào khoảng 11 đến 12 tỷ năm.
Bởi vì sự tiến hóa trong tương lai xa của sao phụ thuộc vào các điều kiện vật lý mà được hiểu ít, như bản chất của vật chất tối và khả năng tồn tại hiện tượng proton phân rã, người ta vẫn chưa biết chính xác bao lâu một ngôi sao lùn trắng lạnh đến mức trở thành sao lùn đen., § IIIE, IVA. Barrow và Tipler ước tính cần mất tới 1015 năm để sao lùn trắng có nhiệt độ bề mặt đạt tới 5 K; tuy nhiên, nếu tồn tại các hạt khối lượng lớn tương tác yếu (WIMP), có một trường hợp đó là sự tương tác với những hạt này làm cho sao lùn trắng giữ được nhiệt lượng cao hơn mà phải cần tới xấp xỉ 1025 năm nó mới lạnh đi., § IIIE. Nếu các proton không bền, các sao lùn trắng sẽ giữ được nhiệt bởi sự trao đổi năng lượng từ quá trình proton phân rã. Với giả thiết thời gian sống của proton là 1037 năm, Adams và Laughlin tính toán rằng proton phân rã sẽ làm tăng nhiệt độ bề mặt hữu hiệu của một sao lùn trắng già khối lượng bằng khối lượng Mặt Trời lên xấp xỉ 0,06 K. Mặc dù vẫn rất lạnh, nó được cho vẫn còn nóng hơn nhiệt độ của bức xạ nền vi sóng vũ trụ trong 1037 năm nữa của tương lai., §IVB.